# Spomenik v NOB padlim železničarjem v Zalogu
Spomenik v NOB padlim železničarjem v Zalogu je spomenik v parku pred železniško postajo Zalog (Zaloška cesta 214B).
Postavljen je bil leta 1958 v spomin stavke železničarjev aprila 1920 (pokončni blok) in padlim železničarjem v NOB (nižji blok). MOL je avgusta 2008 začela z obnovo spomenika kot obeležitev stavke železničarjev 15. aprila. Obnova je bila končana leta 2009. Obnovili so tlake na platoju spomenika in nižji reliefni blok. Na podoben način je bil spomenik obnovljen že leta 1981. V spodnjem delu je bil vstavili nov kamen v višini 60 cm oziroma 30 cm. Zaradi nagiba je bil obnovljen tudi višji reliefni blok in ga je bilo potrebno razstaviti ter na novo temeljiti. Celoten spomenik je bil tudi očiščen, speskan in hidrofobno zaščiten. Izvajalec gradbenih in kamnoseških del je bil Gregor Čadež, akademski kipar Matjaž Rebec pa je izklesal spodnji del nižjega bloka. Vrednost projekta je znašala 57.800 €.